# Coccidioides immitis
Coccidioides immitis è un fungo appartenente alla famiglia delle Onygenaceae.
È un fungo dimorfico, normalmente presente come muffa nell'ambiente, che può diventare patogeno per l'uomo assumendo la forma unicellulare (lievito) e dando origine a micosi chiamate coccidioidomicosi.

## Epidemiologia
Si tratta di un fungo endemico negli Stati Uniti sudoccidentali (come California, Utah, Arizona, New Mexico e Texas), nel Messico settentrionale e in alcune aree dell'America meridionale.

## Morfologia
C. immitis è un fungo dimorfico che esiste come muffa a temperature vicine ai 25 °C e come lievito a temperature prossime ai 37 °C. A livello macroscopico la muffa di questo fungo cresce in coltura in 3-4 giorni, è inizialmente bianca o grigia ma dopo qualche settimana vira verso il marrone, si presenta glabra e sviluppa velocemente miceli aerei. Microscopicamente la muffa presenta ife settate ialine scarsamente ramificate che producono artroconidi cilindrici lunghi 3-5 µm e larghi 2-4 µm separati tra loro da cellule di giunzione.

## Patogenicità
C. immitis possiede molti fattori di virulenza. Gli artroconidi sono fortemente idrofobici e possiedono una parete esterna costituita per oltre il 50% da proteine tra cui le idrofobine, per il 25% da lipidi e per il 12% da carboidrati e da pigmento. Questa parete esterna funge da meccanismo anti-fagocitico benché i neutrofili di norma non riescano ad uccidere né gli artroconidi provvisti di parete esterna né quelli che ne sono sprovvisti. Sempre sullo strato esterno delle sferule una glicoproteina nota come SOWgp sembra essere un attivatore della risposta immunitaria cellulo-mediata sia di tipo TH1 che TH2. Sebbene la risposta TH1 contrasti l'infezione da C. immitis non si può dire lo stesso per la TH2 che è predominante nelle infezioni gravi. La risposta TH2 nei casi gravi è probabilmente mediata da una maggiore produzione di IL-4 e IL-10 da parte di antigeni di C. immitis non ancora identificati.
Le cellule di lievito e le endospore di questo fungo secernono ammoniaca e ioni ammonio nell'ambiente esterno, alcalinizzandolo. In questo modo quando vengono fagocitate dai macrofagi riescono a sopravvivere all'interno di questi perché inibiscono gli enzimi lisosomiali ed endosomiali che catalizzano reazioni a pH acido contrastando l'azione delle pompe di H+. Le sferule producono ammoniaca tramite l'ureasi che scinde l'urea in carbammato e ammoniaca, il carbammato viene successivamente idrolizzato per ottenere una seconda molecola di ammoniaca. C. immitis sia allo stato di artroconide che di lievito produce inoltre proteasi attive a pH acido, neutro o alcalino che aiutano a superare barriere quali l'endotelio dei vasi sanguigni, le pareti vasi linfatici, la cute o le mucose. Gli artroconidi producono una proteasi di 36 kDa che funge da collagenasi ed elastasi, è inoltre attiva contro l'emoglobina, le IgA e le IgG. C. immitis secerne inoltre una proteasi alcalina da 66 kDa attiva in particolare contro le proteine presenti nel polmone; i pazienti affetti producono anticorpi contro questa proteasi. C. immitis esprime recettori per gli estrogeni che legano progesterone e 17-β-estradiolo, due estrogeni che promuovono la crescita di questo fungo. L'espressione di questi recettori da parte di C. immitis sembra essere la ragione per cui le donne in gravidanza sono particolarmente soggette all'infezione da questo fungo.

## Sindromi cliniche
L'infezione da C. immitis avviene a seguito di inalazione di artroconidi presenti nell'ambiente. Può dare sintomi blandi come febbre, stanchezza, tosse o altra sintomatologia polmonare, oppure essere completamente asintomatica: in genere tende a regredire autonomamente.
In alcuni casi si assiste ad una coccidioidomicosi secondaria, caratterizzata dall'invasione del patogeno verso altri organi, che spesso può rivelarsi fatale.

## Trattamento farmacologico
C. immitis è sensibile ad agenti antifungini quali amfotericina B, itraconazolo o fluconazolo.